# 劉覬
桂阳孝侯劉覬（5世紀—453年），字茂道，南朝宋桂阳恭侯劉义融长子，长沙景王刘道鄰之孙。

## 生平
宋文帝元嘉十八年（422年），劉义融去世，劉覬袭爵。劉覬官至太子翊军校尉。
元嘉三十年（453年），太子刘劭弑父篡位，劉覬也被杀。
宋孝武帝即位后，追赠劉覬散骑常侍，谥孝。劉覬无子，以弟劉袭之长子劉晃继封桂阳县侯。
夫人何氏，字宪英，庐江潜县人。劉覬死后，与夫人何宪英合葬于谏壁雩山。

## 家庭

### 祖父
- 刘道鄰，长沙景王。

### 父
- 劉义融，桂阳恭侯。

### 夫人
- 何宪英，出自庐江何氏，父亲是何愉之，字彦和，官至通直常侍；祖父是何叔度，官至金紫光禄大夫。